# Республика Конго на летних Олимпийских играх 1980
Республика Конго принимала участие в Летних Олимпийских играх 1980 года в Москве (СССР) в третий раз за свою историю, пропустив Летние Олимпийские игры 1976 года, но не завоевала ни одной медали. Впервые в истории в составе конголезской сборной в Олимпийских играх принимали участие женщины, выступившие в состязаниях по гандболу.

## Результаты

### Бокс
| Спортсмен        | Весовая категория | 1/16 финала              | 1/8 финала           | Четвертьфинал        | Полуфинал            | Финал                | Место |
| Спортсмен        | Весовая категория | Соперник Результат       | Соперник Результат   | Соперник Результат   | Соперник Результат   | Соперник Результат   | Место |
| ---------------- | ----------------- | ------------------------ | -------------------- | -------------------- | -------------------- | -------------------- | ----- |
| Альфонс Матубела | до 60 кг          | HUNТибор Дезамитис П 0:5 | Завершил выступления | Завершил выступления | Завершил выступления | Завершил выступления | 17    |
| Жорж Коффи       | до 67 кг          | UGAДжон Мугаби П KO      | Завершил выступления | Завершил выступления | Завершил выступления | Завершил выступления | 17    |
| Анаклет Вамба    | до 81 кг          |                          | AUSБенни Пайк П TKO  | Завершил выступления | Завершил выступления | Завершил выступления | 9     |

### Гандбол
Женщины
| Команда             | 1     | 2     | 3     | 4     | 5     | 6     | В | Н | П | М      | Очки |
| ------------------- | ----- | ----- | ----- | ----- | ----- | ----- | - | - | - | ------ | ---- |
| 1. СССР             |       | 18:9  | 18:13 | 16:12 | 17:7  | 30:11 | 5 | 0 | 0 | 99−52  | 10   |
| 2. Югославия        | 9:18  |       | 15:15 | 19:10 | 25:15 | 39:9  | 3 | 1 | 1 | 107−67 | 7    |
| 3. ГДР              | 13:18 | 15:15 |       | 19:9  | 16:10 | 28:6  | 3 | 1 | 1 | 91−58  | 7    |
| 4. Венгрия          | 12:16 | 10:19 | 9:19  |       | 10:10 | 39:10 | 1 | 1 | 3 | 80−74  | 3    |
| 5. Чехословакия     | 7:17  | 15:25 | 10:16 | 10:10 |       | 23:10 | 1 | 1 | 3 | 65−78  | 3    |
| 6. Республика Конго | 11:30 | 9:39  | 6:28  | 10:39 | 10:23 |       | 0 | 0 | 5 | 46−159 | 0    |

| Состав команды | Состав команды |
| --- | --- |
| - Анжелика Абебаме - Жермани Джимбе - Генриетта Кула - Изабель Азанга - Жульен Малаки - Мадлен Мицотсо - Мишелин Окемба | - Николь Оба - Паскалин Бобека - Пемба Лопес - Соланш Кулинка - Вивьен Окула - Иоланда Када-Ганго - Ивонн Макуала |

### Лёгкая атлетика
Мужчины
| Спортсмен                                                 | Дисциплина       | Первый раунд | Первый раунд | Первый раунд | Четвертьфинал        | Четвертьфинал        | Четвертьфинал        | Полуфинал            | Полуфинал            | Полуфинал            | Финал                 | Финал                 |
| Спортсмен                                                 | Дисциплина       | Результат    | Место        | Итог         | Результат            | Место                | Итог                 | Результат            | Место                | Итог                 | Результат             | Место                 |
| --------------------------------------------------------- | ---------------- | ------------ | ------------ | ------------ | -------------------- | -------------------- | -------------------- | -------------------- | -------------------- | -------------------- | --------------------- | --------------------- |
| Теофил Нкунку                                             | 100 м            | 10,53        | 3            | 22           | 10,59                | 6                    | 28                   | Завершил выступления | Завершил выступления | Завершил выступления | Завершил выступления  | Завершил выступления  |
| Антуан Киакума                                            | 100 м            | 10,69        | 4            | 34           | Завершил выступления | Завершил выступления | Завершил выступления | Завершил выступления | Завершил выступления | Завершил выступления | Завершил выступления  | Завершил выступления  |
| Эммануэль Мпиу                                            | марафон          |              |              |              |                      |                      |                      |                      |                      |                      | 2:48:17               | 52.                   |
| Бернар Мабикана                                           | 100 м с/б        | 15,42        | 6.           | 20           |                      |                      |                      | Завершил выступления | Завершил выступления | Завершил выступления | Завершил выступления  | Завершил выступления  |
| Луи Нканза Теофил Нкунку Жан-Пьер Басселья Антуан Киакума | эстафета 4х100 м | 40,09        | 7            | 12           |                      |                      |                      |                      |                      |                      | Завершили выступления | Завершили выступления |